# Blood Alone
Blood Alone (ブラッドアローン?, BLOOD ALONE) è un manga giapponese del 2005 pubblicato da J-Pop in Italia nel 2007,  scritto da Masayuki Takano. La serie è stata adattata in drama CD.
La pubblicazione italiana si è interrotta al numero 4 a seguito del passaggio dei diritti dell'opera da ASCII Media Works a Kodansha

## Trama
Malgrado la sua apparenza fragile e la sua grande timidezza, la piccola Misaki è in realtà un vampiro. Vive insieme a Kuroe, uno scrittore del quale è segretamente innamorata. Insieme i due sono alla ricerca del loro nemico giurato, un temibile vampiro che ha assassinato il padre di Misaki e la sorella di Kuroe.

## Personaggi
- Kuroe Kurose

Uno scrittore non molto conosciuto, investigatore privato, ed ex cacciatore di vampiri. Si prende cura di Misaki e su qualche base quasi legale è il suo tutore. A differenza di molti esseri umani, Kuroe ha una serie di abilità legate ai suoi occhi: egli è immune dal farumek (modo in cui i vampiri ipnotizzano gli esseri umani). Questo è dovuto ad una ferita inflitta ai suoi occhi da un vampiro. Kuroe è molto affettuoso con Misaki, ma sembra ignorare i suoi sentimenti più profondi.
- Misaki Minato

Una ragazza di circa 12 anni, e di recente trasformata in vampiro la cui natura umana è ancora prevalentemente intatta. È La figlia di un famoso musicista ed è lei stessa una pianista di talento. Viveva in una bella residenza in Inghilterra, quando era umana, ma adesso vive con Kuroe in Giappone. Lei è segretamente innamorata di lui, e si mostra sempre molto gelosa quando Kuroe si mescola con altre donne. Condividono persino lo stesso letto. Spesso per questo dice che il suo letto è molto grande e confortevole e che ancora paura dei mostri e fantasmi e il terrore dei tuoni per giustificarsi.
- Sayaka Sainome

La figlia di un ricco medico deceduto, attualmente lavora come capo di un dipartimento di medicina legale di polizia. Ha conosciuto Kuroe poiché frequentavano lo stesso liceo. A volte aiuta Kuroe nelle sue indagini utilizzando il suo potere da sensitiva (ovvero vedere l'ultimo ricordo delle vittime). Sembra avere sentimenti per Kuroe.
- Higure

Un vampiro di oltre 100 anni con le sembianze di un ragazzino di 13 anni. Sembra essere immensamente potente, sia in termini fisici che per le sue abilità vampiresche, oltre ad avere una notevole influenza tra gli vampiri. Higure istruisce Misaki sulle abilità dei vampiri. Viene indicato che Higure è gay e che mostra un certo interesse per Kuroe.
- Sly

Informatore di Kuroe, anch'egli vampiro. Usa onorificenze francesi (Monsieur, Mademoiselle...).

## Volumi
| Numero | Data Giapponese                        | Data Americana   | Data Tedesca     | Data Francese   | Data Italiana   |
| ------ | -------------------------------------- | ---------------- | ---------------- | --------------- | --------------- |
| 1      | 27 febbraio 2005                       | 15 febbraio 2006 | 1º aprile 2007   | 1º luglio 2006  | 4 febbraio 2007 |
| 2      | 27 luglio 2005                         | 30 agosto 2006   | 2 maggio 2007    | 2 novembre 2006 | 4 aprile 2007   |
| 3      | 27 giugno 2006                         | 25 aprile 2007   | 3 settembre 2007 | 3 febbraio 2007 | 19 maggio 2007  |
| 4      | 27 giugno 2007                         | 6 febbraio 2008  | 4 giugno 2008    | 4 ottobre 2007  | 9 agosto 2008   |
| 5      | 28 aprile 2008                         | 6 dicembre 2011  | 5 giugno 2009    | 5 ottobre 2008  | ???             |
| 6      | 27 gennaio 2010                        | 10 aprile 2012   | febbraio 2011    | giugno 2010     | ???             |
| 7      | 23 febbraio 2011 (ISBN 978-4063523522) | ???              | ???              | ???             | ???             |
| 8      | 22 giugno 2012 (ISBN 978-4063583922)   | ???              | ???              | ???             | ???             |
| 9      | 23 aprile 2013 (ISBN 978-4063524604)   | ???              | ???              | ???             | ???             |
| 10     | 22 novembre 2013 (ISBN 978-4063524901) | ???              | ???              | ???             | ???             |

### Capitolo extra
Sul web è possibile trovare una sorta di "capitolo extra" intitolato Kiss In The Moonlight. I personaggi sono gli stessi ma comprende diversi punti della loro caratterizzazione rispetto alla serie normale.